# میکلوش نمت
میکلوش نِمت (مجاری: Miklós Németh؛ تلفظ: [ˈmiklo:ʃ ˈne:mɛt]؛ زادهٔ ۲۴ ژانویهٔ ۱۹۴۸) سیاستمدار و اقتصاددان سابق مجارستان است که از نوامبر ۱۹۸۸ تا اکتبر ۱۹۸۹ نخست‌وزیر مجارستان و از اکتبر ۱۹۸۹ تا مه ۱۹۹۰ نخست‌وزیر موقت جمهوری سوم مجارستان بوده است.